# Lake Merritt Plaza
El Lake Merritt Plaza es un rascacielos de oficinas ubicado en el centro de la ciudad de Oakland, en el estado de California (Estados Unidos). Tiene 27 pisos y mide 113 metros de altura.
El edificio, desarrollado por Transpacific Development Co., fue diseñado por el arquitecto Bill Valentine. En 2006, TDC lo vendió a Beacon Capital Partners, con sede en Boston, por 160 millones de dólares. Divco West adquirió el edificio en 2014.